# Iguatama
Iguatama es un municipio brasileño del estado de Minas Gerais. Su población estimada por el IGBE en 2007 era de 7632 habitantes.

## Turismo
Su principal atracción es el río São Francisco, que atraviesa su territorio. Además hay varias lagunas que contribuyen para la preservación de especie de peces que sobreviven en el Río São Francisco. Una de estas lagunas de gran representación para la mantenimiento de esa biodiversidad es la Laguna de la Inhuma.